# 리스트컷 증후군
리스트컷 증후군(wrist-cut syndrome)이란 극심한 스트레스에 놓인 사람이 날카로운 도구로 몸에 상처를 내는 자해 행위를 반복하는 현상이다. 보통 커터칼로 상처를 낸다. 보통은 손목에 상처를 내지만, 다리나 몸통 등 다른 부위에 상처를 내는 경우도 있다.
리스트컷 증후군이라는 용어는 한국이나 일본 등에서만 쓰이고 실제 심리학에서는 쓰이지 않는다. 손목을 긋는 자해행위는 영어로 “cut wrist”("컷 리스트")라 하고 “wrist cut”("리스트 컷")이라고 하지는않는다.

## 원인
자해가 자살의 징조이거나 자살 연습/준비의 과정이라고 생각하는 경우가 많은데, 많은 경우 자해를 자살 의도 없이 하기도 한다. 자해하는 사람들은 "피를 보면 내가 살아있다는 걸 느껴서", "몸이 아픈 게 마음이 아픈 것보다 나아서", "겉으로 드러나지 않아 답답한 마음의 고통이 몸에 드러날 때 위안이 돼서" 등 여러가지로 자해 이유를 표현한다. 경우에 따라 다르지만 자해자는 자살충동으로 인하여 자해를 할 수는 있으나 대개 직접적인 의도를 가지고 하지는 않는다. 우울증, 공황장애, 불안장애 등의 정신건강의학과 질환과 연관되는 경우가 대부분이지만 그렇지 않은 경우도 있다.
자해는 세로토닌의 분비를 일시적으로 촉진시킨다는 연구 결과가 있는데, 사람들은 이 일시적 안도감을 위해 자해를 한다. 그러나 자해는 내성이 생겨서 전과 같은 만족감을 얻기 위해 더 자극적인 자해 행동을 초래한다. 칼,샤프심 등 날카로운 도구로 몸에 상처를 내거나, 고의적으로 화상을 입히거나, 약물을 남용하는 등의 모습으로 나타난다. 이러한 자해 행동이 심해지면 자살 사고로 이어질 수도 있기 때문에 주의해야 한다. 하지만 하지 말라는 무리한 강요는 오히려 위험하니 그 점도 유의해야한다.

## 치료
정신과적 질환을 치료함으로서 자해 행동의 빈도를 줄일 수 있다. 크게 상담치료와 약물치료로 구분하는데, 중증 이상의 우울증 환자는 약물치료를 받아야만 한다. 주변의 많은 지지와 사랑, 적극적으로 치료를 받도록 설득하고 그 과정을 돕는 것이 중요하다. 하지만 과한강요는 오히려 스트레스를 더 많이 유발할 수 있기 때문에 주의해야한다

## 같이 보기
- 자해